# Om nationernas självbestämmanderätt
Om nationernas självbestämmanderätt är ett verk skrivet av Lenin 1914.
Lenin hyllar i boken den svenska arbetarklassen för att 1905 ha stött Norges kamp för självständighet från Sverige. "De norska arbetarna blev nämligen övertygade om att de svenska arbetarna inte smittats av den svenska nationalismen, att broderskapet med de norska proletärerna stod högre för dem än den svenska bourgeoisins och aristokratins privilegier. ... De svenska arbetarna har bevisat, att de ... förstår att bevara och försvara den fullständiga jämställdheten och klassolidariteten mellan de båda nationernas arbetare i kampen mot såväl den svenska som den norska bourgeoisin."